# 벽파진 해전
벽파진 해전(碧波津海戰; 1597년 음력 9월 7일, 양력 10월 16일)은 어란포 해전에 뒤이어 벽파진에서 왜군의 소규모 함대를 격파한 해전이다.
이 전투는 이순신이 삼도수군통제사로 복귀한 후 2번째 해전이다. 서쪽으로 이동하던 왜선 55척 중 호위 적선 13척이 나타나자, 한밤중에 이순신이 선두에서 지휘하여 벽파진(현 전라남도 진도군 고군면)에서 적선을 격퇴시켰다.
이 전투로 왜군은 조선 수군이 확실히 13척에 불과하다는 것을 알게 되었고, 이순신의 복귀도 확인한다. 구루시마 미치후사는 나중에 명량 해전에서 이순신의 존재를 확인하나 첩보는 이미 보고받은 상태였다.
이 전투 역시 이순신이 왜군을 명량해협 쪽으로 유인하기 위한 계획이었다.